# Impensa romanorum pontificum

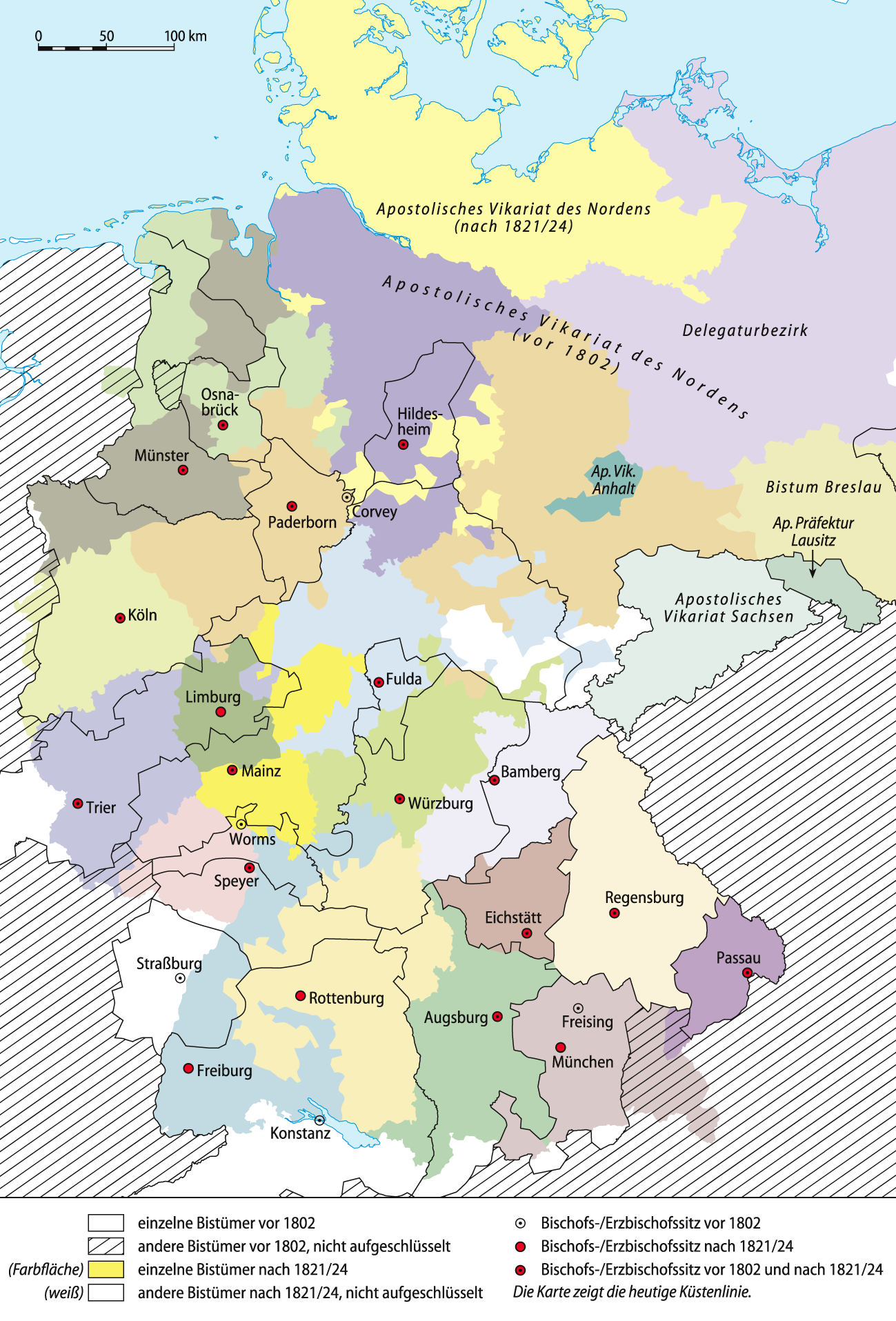
Mappa delle circoscrizioni ecclesiastiche tedesche nellancien régime (tratteggio in nero), e dopo il congresso di Vienna (sezioni colorate).

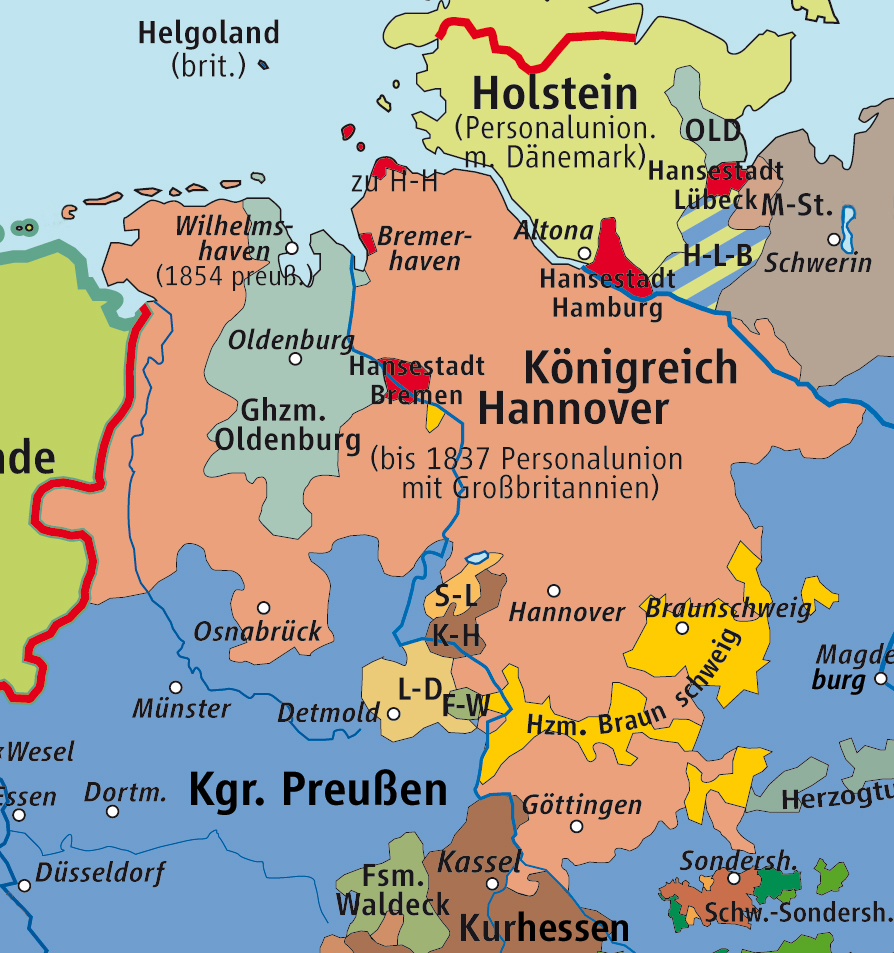
Mappa del regno di Hannover (Königreich Hannover) dopo il congresso di Vienna.

Impensa romanorum pontificum è una bolla di papa Leone XII pubblicata il 26 marzo 1824, con la quale il pontefice riorganizzò le circoscrizioni ecclesiastiche del regno di Hannover.
Appartiene ad un gruppo di documenti pontifici noti in storiografia come Bolle di circoscrizione (in tedesco: Zirkumskriptionsbulle), ossia un insieme di bolle pubblicate dai papi tra il 1818 e il 1824, con le quali la Santa Sede riorganizzò le circoscrizioni ecclesiastiche nella maggior parte degli Stati membri della Confederazione germanica in seguito ai cambiamenti politici decisi dal congresso di Vienna.

## Contenuto
Le trattative per regolarizzare la situazione dei cattolici nel regno di Hannover erano iniziate già nel 1817 con papa Pio VII, ma le cose andarono per le lunghe a causa delle difficoltà poste dai sovrani; furono portate a termine solo con il successore Leone XII nel 1824.
Nel territorio del regno fu confermata l'esistenza di due diocesi, Hildesheim e Osnabrück, i cui confini furono fatti coincidere con quelli dello Stato, separate fra loro dal fiume Weser. Le due diocesi furono rese immediatamente soggette alla Santa Sede per l'opposizione del sovrano ad una loro dipendenza da un metropolita straniero.
Ai capitoli delle cattedrali fu concesso il diritto di eleggere i propri vescovi: appena iniziata la sede vacante, i canonici avevano un mese di tempo per presentare una lista di candidati al sovrano, il quale aveva facoltà di espungere gli "indesiderati", purché fosse lasciato un numero sufficiente di eleggibili; all'elezione fatta dal capitolo seguiva, come di consueto, la nomina formale e canonica ad opera della Santa Sede.
Le trattative precedenti alla pubblicazione della bolla non risolsero tuttavia la questione della dotazione dei vescovi, del capitolo e del seminario di Osnabrück. La Impensa romanorum pontificum si limitò a confermare la situazione, ossia che «al presente la dotazione della mensa vescovile, del capitolo e del seminario rimane sospesa» e che non è possibile nominare un vescovo per la diocesi di Osnabrück, a pluribus annis orbata Pastore. Karl Klemens von Gruben, vescovo titolare di Paro e suffraganeo di Osnabrück, fu confermato a vita nei suoi incarichi; alla sua morte il vescovo di Hildesheim nominerà un vicario generale residente in Osnabrück, al quale la Santa Sede assegnerà un titolo in partibus. Solo nel 1856, grazie ad una convenzione stabilita l'11 novembre, furono definitivamente risolte le questioni lasciate in sospeso con la Impensa romanorum, e si poté procedere alla nomina di un vescovo per Osnabrück, dopo quasi un secolo dalla morte nel 1761 dell'ultimo vescovo cattolico (il principe Clemente Augusto di Baviera), nella persona di Paul Ludolf Melchers.
Franz Egon von Fürstenberg, vescovo di Hildesheim, fu incaricato dell'esecuzione della bolla.

## La nuova organizzazione ecclesiastica
Il regno di Hannover comprendeva due diocesi immediatamente soggette alla Santa Sede.
- La diocesi di Hildesheim comprendeva tutto il territorio del regno di Hannover sulla riva destra del Weser; oltre alle parrocchie che già le appartenevano nel Settecento, furono annesse alla diocesi 20 parrocchie dell'antica arcidiocesi di Magonza e altre 3 sottratte al vicariato apostolico delle Missioni del Nord.[11] Con decreto della Congregazione Concistoriale del 2 luglio 1834, fu assegnata alla diocesi di Hildesheim anche la competenza sui cattolici del ducato di Braunschweig.[12]
- La diocesi di Osnabrück comprendeva tutto il territorio del regno di Hannover sulla riva sinistra del Weser per un totale di circa 88 parrocchie, di cui una buona parte appartenevano in precedenza alla diocesi di Münster e al vicariato apostolico delle Missioni del Nord.[13]